# Koningsdamast
Koningsdamast is een textielkunstwerk. Het is een tafellinnen dat ter gelegenheid van de inhuldiging van de Nederlandse koning Willem-Alexander in 2013 is geweven in opdracht van het Textielmuseum te Tilburg. Het ontwerp is van kunstenaar Margot Berkman.

## Beschrijving
Het aanbieden van speciaal gemaakt damast tafellinnen aan leden van de koninklijke familie bij bijzondere gelegenheden als huwelijk, geboorte, inhuldiging en jubileum is een Nederlandse traditie. Bij de inhuldiging van koning Willem-Alexander in 2013 gaf het Textielmuseum Tilburg Margot Berkman opdracht om een koningsdamast te ontwerpen.
Berkman gebruikte in haar ontwerp elementen die ze al eerder had gebruikt in het sierhek voor de Koningsboom. Elementen en patronen verwijzen naar het koningshuis, zoals de oranjeboom, een kroon en scepter, en de kop van een leeuw. In het damast zijn zonnen ingeweven die verwijzen naar de Incazon uit het wapen van Argentinië, het vaderland van koningin Máxima. Berkman werd geïnspireerd door oud kant uit de collectie van koningin Wilhelmina en door middeleeuwse handschriften.
Het koningsdamast werd gemaakt van puur linnen op computergestuurde weefmachines in het TextielLab van het museum. Het is op Koningsdag 2014 samen met een bijbehorend boek aangeboden aan het koninklijk paar tijdens hun bezoek aan het Cobra Museum in Amstelveen.